# 美卡多
美卡多（西班牙語：Mercado Libre, Inc.），或譯美客多、自由市場（西班牙語原名直譯），是一家阿根廷网上商城，在美國上市。2016年，其拉丁美洲用戶達到1.742億，成為拉美最大的電子商務平台。

## 歷史
1999年，它在阿根廷成立，創始人馬科斯·加尔佩林（Marcos Galperin）當時還在就讀斯坦福大學。其創始資金來自美國投資人、HM資本（HM Capital Partners）創始人約翰·繆斯（John Muse），此外CCMP資本、高盛、通用资本等公司也曾為其投資。
2001年9月，eBay買下該公司19.5%的股份，但在2016年將其拋售。2007年8月，它成為第一個在納斯達克上市的拉丁美洲科技公司。
2008年8月，MercadoLibre 收購 DeRemate 剩下的業務，包括阿根廷，智利，哥倫比亞，墨西哥和巴西的業務。2008年，Mercado Libre 還收購了 Classified Media Group (CMG)。 CMG 建立了拉丁美洲電子商務門戶網站 tucarro.com 和 tuinmueble.com。。
2014年，Mercado Libre 收購了智利分類廣告網站 Portal Inmobiliario。
2015 年，Mercado Libre 宣布收購位於墨西哥的房地產公司 Grupo Expansión 的門戶網站 Metroscúbicos.com。 
2020 年 3 月，Mercado Libre 宣佈在智利 和哥倫比亞開設新的運營中心。 2020 年 6 月，Mercado Libre 宣佈在哥倫比亞開設新的軟件中心。 2021 年 9 月，Mercado Libre 宣布在馬來西亞開始新的運營中心。

## 外部連接
- MercadoLibre （页面存档备份，存于）
- MercadoPago （页面存档备份，存于）
- MercadoShop （页面存档备份，存于）